# 興福寺 (八王子市)
興福寺（こうふくじ）は、東京都八王子市にある曹洞宗の寺院。

## 歴史
1580年（天正8年）、雨宮秀徳の開基である。山号・院号・寺号は秀徳と弟夫妻の戒名から採られている。1597年（慶長2年）に相模国愛甲郡小野村（現在の神奈川県厚木市）の龍鳳寺の末寺となっている。
江戸時代は、八王子十八人代官の一つ設楽氏の菩提寺で、設楽家三代の墓もある。

## 交通アクセス
- 京王高尾線 狭間駅より徒歩で約8分。